# Persone di nome Louis
| Questa pagina contiene informazioni ricavate automaticamente dalle voci biografiche con l'ausilio del template Bio e di un bot. L'aggiornamento è periodico e automatico e ricostruisce completamente la pagina. Se manca una persona in questa lista, sei pregato di non aggiungerla, ma accertati piuttosto che la sua voce biografica contenga il template Bio e che i dati anagrafici siano correttamente compilati. Se il template Bio manca, inseriscilo tu stesso o, in alternativa, metti l'avviso {{tmp\|Bio}} che ne segnala la mancanza. Se i dati riportati sono sbagliati, correggi direttamente la voce biografica; le modifiche saranno visibili in questa lista entro pochi giorni. Per chiarimenti vedi il progetto antroponimi. La lista contiene solo le 950 persone che sono citate nell'enciclopedia e per le quali è stato implementato correttamente il template Bio. Pagina aggiornata al 6 ago 2025. |

Questa è una lista di persone presenti nell'enciclopedia che hanno il nome Louis, suddivise per attività principale.

## Abati(2)
- Louis Genty, abate francese (Ermenonville, n. 1743 - Orléans, † 1817)
- Louis de La Palud, abate, vescovo cattolico e cardinale svizzero (Châtillon-la-Palud - Roma, † 1451)

## Agronomi(1)
- Louis Blaringhem, agronomo e botanico francese (Locon, n. 1878 - Parigi, † 1958)

## Allenatori di calcio(5)
- Louis Hon, allenatore di calcio e calciatore francese (Couches-les-Mines, n. 1924 - Fréjus, † 2008)
- Louis Lancaster, allenatore di calcio e ex calciatore inglese (Barking, n. 1981)
- Louis Østrup, allenatore di calcio danese (Copenaghen, n. 1876 - † 1951)
- Louis Pilot, allenatore di calcio e calciatore lussemburghese (Esch-sur-Alzette, n. 1940 - Senningen, † 2016)
- Louis Watunda, allenatore di calcio della Repubblica Democratica del Congo (Mbandaka, n. 1947 - Libreville, † 2007)

## Allenatori di hockey su ghiaccio(2)
- Lou Angotti, allenatore di hockey su ghiaccio e hockeista su ghiaccio canadese (Toronto, n. 1938 - Pompano Beach, † 2021)
- Lou Lamoriello, allenatore di hockey su ghiaccio e dirigente sportivo statunitense (Providence, n. 1942)

## Allenatori di pallacanestro(2)
- Lou Henson, allenatore di pallacanestro statunitense (Okay, n. 1932 - Champaign, † 2020)
- Louis Wilke, allenatore di pallacanestro, allenatore di football americano e dirigente sportivo statunitense (Chicago, n. 1896 - Chicago, † 1962)

## Alpinisti(2)
- Louis Lachenal, alpinista francese (Annecy, n. 1920 - Monte Bianco, † 1955)
- Louis Mussillon, alpinista italiano (Courmayeur, n. 1870 - Courmayeur, † 1958)

## Ambasciatori(1)
- Louis Sauveur Villeneuve, ambasciatore francese (Aix-en-Provence, n. 1675 - Marsiglia, † 1745)

## Ammiragli(9)
- Louis Adolphe Bonard, ammiraglio francese (Cherbourg, n. 1805 - Amiens, † 1867)
- Louis Denfeld, ammiraglio statunitense (Westborough, n. 1891 - Westborough, † 1972)
- Louis de Fabry, ammiraglio francese (Aups, n. 1715 - Cartagena, † 1794)
- Louis Guillouet d'Orvilliers, ammiraglio francese (Moulins, n. 1710 - Moulins, † 1792)
- Louis René Edmond Le Pivain, ammiraglio francese (Brest, n. 1887 - Brest, † 1962)
- Louis Goulven Prat, ammiraglio francese (Brélès, n. 1858 - Parigi, † 1912)
- Louis Armand Constantin de Rohan, ammiraglio francese (Parigi, n. 1732 - Parigi, † 1794)
- Louis Thomas Villaret de Joyeuse, ammiraglio francese (Auch, n. 1747 - Venezia, † 1812)
- Louis Victor de Rochechouart de Mortemart, ammiraglio francese (Parigi, n. 1636 - Parigi, † 1688)

## Anatomisti(1)
- Louis Pierre Gratiolet, anatomista e zoologo francese (Sainte-Foy-la-Grande, n. 1815 - Parigi, † 1865)

## Antropologi(1)
- Louis Dumont, antropologo francese (Salonicco, n. 1911 - Parigi, † 1998)

## Arabisti(1)
- Louis Gardet, arabista, islamista e storico delle religioni francese (n. 1904 - Tolosa, † 1986)

## Archeologi(4)
- Alexandre Du Mège, archeologo e storico francese (L'Aia, n. 1780 - Tolosa, † 1862)
- Louis Finot, archeologo francese (Bar-sur-Aube, n. 1864 - Tolone, † 1935)
- Gabriel de Mortillet, archeologo, antropologo e politico francese (Meylan, n. 1821 - Saint-Germain-en-Laye, † 1898)
- Félicien de Saulcy, archeologo e numismatico francese (Lilla, n. 1807 - Parigi, † 1880)

## Architetti(13)
- Louis Blanc, architetto svizzero (Ginevra, n. 1860 - Bucarest, † 1903)
- Alfred Chapon, architetto francese (Parigi, n. 1834 - Parigi, † 1893)
- Louis Nicolas de Clerville, architetto francese (n. 1610 - Montpellier, † 1677)
- Louis Marie Cordonnier, architetto francese (Haubourdin, n. 1854 - Peyrillac, † 1940)
- Louis Favre, architetto e ingegnere svizzero (Chêne-Bourg, n. 1826 - Göschenen, † 1879)
- Louis Remy de la Fosse, architetto francese (Francia, n. 1659 - Darmstadt, † 1726)
- Louis Kahn, architetto statunitense (Kuressaare, n. 1901 - New York, † 1974)
- Louis Le Vau, architetto francese (Parigi, n. 1612 - Parigi, † 1670)
- Louis Sullivan, architetto statunitense (Boston, n. 1856 - Chicago, † 1924)
- Louis Perrier, architetto e politico svizzero (Neuchâtel, n. 1849 - Berna, † 1913)
- Louis Sainte-Marie-Perrin, architetto francese (Lione, n. 1835 - Lione, † 1917)
- Louis de Soissons, architetto e urbanista britannico (Montréal, n. 1890 - Londra, † 1962)
- Louis Visconti, architetto e disegnatore francese (Roma, n. 1791 - Parigi, † 1853)

## Arcieri(3)
- Louis Glineur, arciere belga (Dour, n. 1849)
- Louis Maxson, arciere statunitense (Herbertville, n. 1855 - Baltimora, † 1916)
- Louis Vernet, arciere francese (Doranges, n. 1870 - Choisy-au-Bac, † 1946)

## Arcivescovi cattolici(6)
- Louis de Berlaymont, arcivescovo cattolico belga (Berlaimont, n. 1542 - Mons, † 1596)
- Louis Chamniern Santisukniram, arcivescovo cattolico thailandese (Ban Nong Saeng, n. 1942)
- Louis Couppé, arcivescovo cattolico francese (Romorantin, n. 1850 - Douglas Park, † 1926)
- Louis d'Harcourt, arcivescovo cattolico francese (n. 1382 - Châtellerault, † 1422)
- Louis Philip Adélard Langevin, arcivescovo cattolico canadese (Saint-Isidore, n. 1855 - Montréal, † 1915)
- Louis de La Vergne-Montenard de Tressan, arcivescovo cattolico francese (Tressan, n. 1670 - Gaillon, † 1733)

## Artigiani(1)
- Louis Cottier, artigiano e orologiaio svizzero (Carouge, n. 1894 - Carouge, † 1966)

## Artisti(4)
- Louis Barillet, artista francese (Alençon, n. 1880 - Hauts-de-Seine, † 1948)
- Louis Jean-Baptiste Chéret, artista e incisore francese (Parigi, n. 1760 - Parigi, † 1832)
- Louis Comfort Tiffany, artista e designer statunitense (New York, n. 1848 - New York, † 1933)
- Louis Wain, artista britannico (Clerkenwell, n. 1860 - St Albans, † 1939)

## Artisti marziali misti(2)
- Louis Gaudinot, artista marziale misto statunitense (Yonkers, n. 1984)
- Louis Smolka, artista marziale misto statunitense (Kapolei, n. 1991)

## Assassini(1)
- Louis Pierre Louvel, assassino francese (Versailles, n. 1783 - Parigi, † 1820)

## Astisti(1)
- Louis Wilkins, astista statunitense (Bourbon, n. 1882 - † 1950)

## Astronomi(5)
- Louis Boyer, astronomo francese (n. 1901 - † 1999)
- Louis Feuillée, astronomo, botanico e geografo francese (Mane, n. 1660 - Marsiglia, † 1732)
- Louis Godin, astronomo francese (Parigi, n. 1704 - Cadice, † 1760)
- Louis Zimmer, astronomo e orologiaio belga (Lier, n. 1888 - Lier, † 1970)
- Louis de l'Isle de la Croyère, astronomo e esploratore francese (Parigi, n. 1685 - Petropavlovsk-Kamčatskij, † 1741)

## Attivisti(3)
- Louis Alfred Auguste Briosne, attivista francese (Parigi, n. 1825 - Levallois-Perret, † 1873)
- Louis Lecoin, attivista, sindacalista e anarchico francese (Saint-Amand-Montrond, n. 1888 - Les Pavillons-sous-Bois, † 1971)
- Pah Wongso, attivista, attore e educatore indonesiano (Tegal, n. 1904 - Giacarta, † 1975)

## Attori(40)
- Lou Antonio, attore e regista statunitense (Oklahoma City, n. 1934)
- Louis Ashbourne Serkis, attore britannico (Haringey, n. 2004)
- Gabriel Basso, attore statunitense (Saint Louis, n. 1994)
- Louis Bouwmeester, attore olandese (Middelharnis, n. 1842 - Amsterdam, † 1925)
- Louis Brody, attore tedesco (Douala, n. 1892 - Berlino, † 1951)
- Lou Costello, attore e comico statunitense (Paterson, n. 1906 - Los Angeles, † 1959)
- Louis Ducreux, attore, musicista e regista teatrale francese (Marsiglia, n. 1911 - Neuilly-sur-Seine, † 1992)
- Louis Ferreira, attore portoghese (Terceira, n. 1967)
- Lou Ferrigno, attore e culturista statunitense (New York, n. 1951)
- Louis de Funès, attore e comico francese (Courbevoie, n. 1914 - Nantes, † 1983)
- Louis Garrel, attore, regista e sceneggiatore francese (Parigi, n. 1983)
- Louis Gauthier, attore francese (Parigi, n. 1864 - Beaumont-sur-Oise, † 1946)
- Louis Gossett Jr., attore statunitense (New York, n. 1936 - Santa Monica, † 2024)
- Louis Guss, attore statunitense (New York, n. 1918 - New York, † 2008)
- Louis Hayward, attore britannico (Johannesburg, n. 1909 - Palm Springs, † 1985)
- Louis Herthum, attore e produttore cinematografico statunitense (Baton Rouge, n. 1956)
- Louis Jean Heydt, attore statunitense (Montclair, n. 1903 - Boston, † 1960)
- Louis Hofmann, attore tedesco (Bergisch Gladbach, n. 1997)
- Louis Hunter, attore e doppiatore australiano (Sydney, n. 1992)
- Louis Hynes, attore britannico (Oxford, n. 2001)
- Lou Jacobi, attore canadese (Toronto, n. 1913 - New York, † 2009)
- Louis Jourdan, attore francese (Marsiglia, n. 1921 - Beverly Hills, † 2015)
- Louis Koo, attore cinese (Hong Kong, n. 1970)
- David Leland, attore statunitense (Alassio, n. 1932 - Los Angeles, † 1948)
- Louis Leubas, attore francese (Gorgier, n. 1869 - Aiguines, † 1932)
- Louis Lombardi, attore statunitense (The Bronx, n. 1968)
- Louis Mandylor, attore australiano (Melbourne, n. 1966)
- Louis Mellis, attore scozzese
- Louis Mustillo, attore statunitense (Buffalo, n. 1958)
- Peter Robbins, attore e doppiatore statunitense (Los Angeles, n. 1956 - Oceanside, † 2022)
- Louis Ozawa Changchien, attore statunitense (Queens, n. 1975)
- Louis Partridge, attore britannico (Wandsworth, n. 2003)
- Lou Perry, attore statunitense (Gainesville, n. 1941 - Austin, † 2009)
- Louis Ravet, attore francese (Parigi, n. 1870 - Joinville-le-Pont, † 1933)
- Louis Seigner, attore francese (Saint-Chef, n. 1903 - Parigi, † 1991)
- Louis Turenne, attore canadese (Montréal, n. 1933 - † 2006)
- Matias Varela, attore svedese (Stoccolma, n. 1980)
- Louis Willoughby, attore e regista britannico (n. 1876 - Clearwater, † 1968)
- Louis Wolheim, attore, sceneggiatore e regista statunitense (New York, n. 1880 - Los Angeles, † 1931)
- Louis Zorich, attore statunitense (Chicago, n. 1924 - New York, † 2018)

## Attori teatrali(1)
- Louis Aldrich, attore teatrale statunitense (n. 1843 - Kennebunkport, † 1901)

## Aviatori(2)
- Louis Charles Breguet, aviatore francese (Parigi, n. 1880 - Saint-Germain-en-Laye, † 1955)
- Marcel Doret, aviatore francese (Parigi, n. 1896 - Vernet, † 1955)

## Avventurieri(1)
- Louis Moses Rose, avventuriero francese (La Férée, n. 1785 - † 1851)

## Avvocati(3)
- Louis Blanchenay, avvocato e politico svizzero (Vevey, n. 1801 - Vevey, † 1881)
- Louis Brandeis, avvocato e giurista statunitense (Louisville, n. 1856 - Washington, † 1941)
- Louis George Gregory, avvocato statunitense (Charleston, n. 1874 - Eliot, † 1951)

## Banchieri(1)
- Louis Nathaniel von Rothschild, banchiere austriaco (Vienna, n. 1882 - Montego Bay, † 1955)

## Baritoni(1)
- Louis Quilico, baritono canadese (Montréal, n. 1925 - Toronto, † 2000)

## Bassi-baritoni(1)
- Louis D'Angelo, basso-baritono italiano (Napoli, n. 1888 - Jersey City, † 1958)

## Bassisti(1)
- Louis Johnson, bassista e produttore discografico statunitense (Los Angeles, n. 1955 - Las Vegas, † 2015)

## Batteristi(1)
- Louis Hayes, batterista statunitense (Detroit, n. 1937)

## Bibliotecari(2)
- Louis Desgraves, bibliotecario e storico francese (Saint-Trojan-les-Bains, n. 1921 - Bordeaux, † 1999)
- Louis Schlaefli, bibliotecario e storico francese (Neuf-Brisach, n. 1938)

## Biblisti(1)
- Louis de Carrières, biblista francese (Angers, n. 1662 - Parigi, † 1717)

## Biochimici(1)
- Louis Ignarro, biochimico statunitense (New York, n. 1941)

## Biologi(2)
- Louis Marie-Auguste Boutan, biologo e fotografo francese (Versailles, n. 1859 - Tigzirt, † 1934)
- Louis Rapkine, biologo francese (Tchichenitch, n. 1904 - Parigi, † 1948)

## Botanici(6)
- Louis Athanase Chaubard, botanico e naturalista francese (Agen, n. 1781 - † 1854)
- Louis Gustave Chauveaud, botanico francese (Aigre, n. 1859 - Parigi, † 1933)
- Louis Companyo, botanico francese (Céret, n. 1781 - Perpignano, † 1871)
- Louis Marie Aubert Du Petit-Thouars, botanico francese (Bournois, n. 1758 - Parigi, † 1831)
- Louis Charles Trabut, botanico e fisico francese (Chambéry, n. 1853 - Algeri, † 1929)
- Louis René Tulasne, botanico francese (Azay-le-Rideau, n. 1815 - Hyères, † 1885)

## Briganti(1)
- Louis Mandrin, brigante francese (Saint-Étienne-de-Saint-Geoirs, n. 1725 - Valence, † 1755)

## Canoisti(2)
- Louis Gantois, canoista francese (Saint-Maur-des-Fossés, n. 1929 - Cannes, † 2011)
- Louis Hattingh, canoista sudafricano (n. 1996)

## Canottieri(4)
- Louis Abell, canottiere statunitense (Elizabeth, n. 1884 - Elizabeth, † 1962)
- Louis Attrill, ex canottiere britannico (Newport, n. 1975)
- Lou Heim, canottiere statunitense (St. Louis, n. 1874 - St. Louis, † 1954)
- Louis Prével, canottiere francese (Nizza, n. 1879 - Nizza, † 1964)

## Cantanti(6)
- Eric Adams, cantante statunitense (Auburn, n. 1952)
- Louis Compain, cantante e attore francese (Toury, n. 1733)
- Lou Gramm, cantante e chitarrista statunitense (Rochester, n. 1950)
- Lou Rawls, cantante, attore e doppiatore statunitense (Chicago, n. 1933 - Los Angeles, † 2006)
- Stanislas, cantante francese (Fontainebleau, n. 1972)
- Varg Vikernes, cantante e musicista norvegese (Bergen, n. 1973)

## Cantautori(3)
- Lou Barlow, cantautore statunitense (Dayton, n. 1966)
- Louis Tomlinson, cantautore britannico (Doncaster, n. 1991)
- Charles Trenet, cantautore e paroliere francese (Narbona, n. 1913 - Créteil, † 2001)

## Cantori(1)
- Louis Homet, cantore e compositore francese (Parigi, n. 1691 - Parigi, † 1767)

## Cardinali(6)
- Louis d'Albret, cardinale e vescovo cattolico francese (Francia, n. 1422 - Roma, † 1465)
- Louis Aleman, cardinale, arcivescovo cattolico e beato francese (Arbent - Salon-de-Provence, † 1450)
- Louis Nazaire Bégin, cardinale e arcivescovo cattolico canadese (Lévis, n. 1840 - Québec, † 1925)
- Louis de Nogaret de La Valette d'Épernon, cardinale, arcivescovo cattolico e condottiero francese (Angoulême, n. 1593 - Rivoli, † 1639)
- Louis Raphaël I Sako, cardinale e patriarca cattolico iracheno (Zakho, n. 1948)
- Louis de Gorrevod de Challand, cardinale e vescovo cattolico italiano (Bourg-en-Bresse, n. 1473 - Saint-Jean-de-Maurienne, † 1535)

## Cartografi(2)
- Louis Brion de la Tour, cartografo francese (Francia, n. 1756 - Francia, † 1823)
- Louis Vivien de Saint-Martin, cartografo, geografo e storico francese (Saint-Martin-de-Fontenay, n. 1802 - Versailles, † 1896)

## Cavalieri(4)
- Louis Finet, cavaliere belga (n. 1894)
- Louis Napoléon Murat, cavaliere francese (Parigi, n. 1851 - Parigi, † 1912)
- Louis d'Havrincourt, cavaliere francese (Lapalisse, n. 1863 - † 1928)
- Louis de Champsavin, cavaliere e militare francese (Assérac, n. 1867 - Nantes, † 1916)

## Cestisti(21)
- Louis Adams, ex cestista statunitense (Chicago, n. 1996)
- Lou Amundson, ex cestista statunitense (Ventura, n. 1982)
- Lou Barle, cestista statunitense (Gilbert, n. 1916 - Coleraine, † 1996)
- Louis Bullock, ex cestista statunitense (Washington, n. 1976)
- Louis Campbell, ex cestista statunitense (Rahway, n. 1979)
- Louis Cassier, cestista francese (Numea, n. 1997)
- Louie Dampier, ex cestista e allenatore di pallacanestro statunitense (Indianapolis, n. 1944)
- Lou Hudson, cestista statunitense (Greensboro, n. 1944 - Atlanta, † 2014)
- Louis King, cestista statunitense (Secaucus, n. 1999)
- Herm Klotz, cestista statunitense (Filadelfia, n. 1920 - Margate, † 2014)
- Louis Labeyrie, cestista francese (Gonesse, n. 1992)
- Louis Lesmond, cestista francese (Parigi, n. 2002)
- Louie Nelson, ex cestista statunitense (Los Angeles, n. 1951)
- Louis Olinde, cestista tedesco (Amburgo, n. 1998)
- Louis Orr, cestista e allenatore di pallacanestro statunitense (Cincinnati, n. 1958 - † 2022)
- Lou Roe, ex cestista statunitense (Atlantic City, n. 1972)
- Louie Sauer, cestista statunitense (n. 1915 - Herscher, † 1985)
- Lou Silver, ex cestista statunitense (New York, n. 1953)
- Lou Tsioropoulos, cestista statunitense (Lynn, n. 1930 - Louisville, † 2015)
- Lou Williams, ex cestista statunitense (Memphis, n. 1986)
- Louis Van De Goor, cestista belga (Bruxelles, n. 1915)

## Chimici(11)
- Louis Joseph d'Albert d'Ailly, chimico e viaggiatore francese (n. 1741 - Chaulnes, † 1792)
- Louis E. Brus, chimico statunitense (Cleveland, n. 1943)
- Louis Claude Cadet de Gassicourt, chimico e farmacista francese (Parigi, n. 1731 - Parigi, † 1799)
- Louis Frederick Fieser, chimico statunitense (Columbus, n. 1899 - Belmont, † 1977)
- Édouard Grimaux, chimico francese (Rochefort-sur-Mer, n. 1835 - Parigi, † 1900)
- Louis Plack Hammett, chimico e fisico statunitense (n. 1894 - † 1987)
- Louis Camille Maillard, chimico e medico francese (Pont-à-Mousson, n. 1878 - Parigi, † 1936)
- Louis Pasteur, chimico e microbiologo francese (Dole, n. 1822 - Marnes-la-Coquette, † 1895)
- Louis Jacques Thénard, chimico francese (La Louptière-Thénard, n. 1777 - Parigi, † 1857)
- Louis Joseph Troost, chimico francese (Parigi, n. 1825 - Parigi, † 1911)
- Louis Nicolas Vauquelin, chimico e farmacista francese (Saint-André-d'Hébertot, n. 1763 - Saint-André-d'Hébertot, † 1829)

## Chirurghi(1)
- Joseph Doutrelepont, chirurgo e dermatologo tedesco (Malmedy, n. 1834 - Bonn, † 1918)

## Chitarristi(1)
- Louis Winsberg, chitarrista francese (Marsiglia, n. 1963)

## Ciclisti su strada(22)
- Louis Barré, ciclista su strada francese (Nantes, n. 2000)
- Louis Bendixen, ex ciclista su strada e ex mountain biker danese (Copenaghen, n. 1995)
- Louison Bobet, ciclista su strada francese (Saint-Méen-le-Grand, n. 1925 - Biarritz, † 1983)
- Louis Caput, ciclista su strada, pistard e dirigente sportivo francese (Saint-Maur-des-Fossés, n. 1921 - Parigi, † 1985)
- Louis Coolsaet, ciclista su strada francese (Tourcoing, n. 1884 - Tourcoing, † 1941)
- Louis Delannoy, ciclista su strada belga (Schoten, n. 1902 - Anversa, † 1968)
- Louis Duerloo, ciclista su strada belga (Essen, n. 1910 - Mijas, † 1977)
- Louis Eelen, ciclista su strada belga (Gand, n. 1904 - Bruxelles, † 1979)
- Louis Gauthier, ciclista su strada francese (Blanzy, n. 1916 - Saint-Vallier, † 2005)
- Louis Hardiquest, ciclista su strada e ciclocrossista belga (Hoegaarden, n. 1910 - Hoegaarden, † 1991)
- Louis Heusghem, ciclista su strada e pistard belga (Ransart, n. 1882 - Montigny-le-Tilleul, † 1939)
- Louis Meintjes, ciclista su strada sudafricano (Pretoria, n. 1992)
- Louis Mottiat, ciclista su strada belga (Châtelet, n. 1889 - Charleroi, † 1972)
- Louis Peglion, ciclista su strada francese (Marsiglia, n. 1906 - Marsiglia, † 1986)
- Louis Pfenninger, ex ciclista su strada e pistard svizzero (Bülach, n. 1944)
- Louis Proost, ciclista su strada belga (Halle, n. 1935 - Lier, † 2009)
- Louis Rasquinet, ciclista su strada e pistard belga (Liegi, n. 1870 - Liegi, † 1936)
- Charles Collette, ciclista su strada e pistard belga (Liegi, n. 1868 - Liegi, † 1928)
- Louis Rostollan, ciclista su strada francese (Château-Gombert, n. 1936 - Château-Gombert, † 2020)
- Louis Thiétard, ciclista su strada francese (Anzin, n. 1910 - Saint-Gilles-Croix-de-Vie, † 1998)
- Louis Trousselier, ciclista su strada e pistard francese (Parigi, n. 1881 - Parigi, † 1939)
- Louis Vervaeke, ciclista su strada belga (Ronse, n. 1993)

## Clarinettisti(1)
- Louis Sclavis, clarinettista e compositore francese (Lione, n. 1954)

## Comici(1)
- Louis C.K., comico, sceneggiatore e attore statunitense (Washington, n. 1967)

## Compositori(22)
- Louis Abbiate, compositore e musicista monegasco (Principato di Monaco, n. 1866 - Vence, † 1933)
- Louis Andriessen, compositore olandese (Utrecht, n. 1939 - Weesp, † 2021)
- Louis Archimbaud, compositore e organista francese (Carpentras, n. 1705 - Carpentras, † 1789)
- Louis Albert Bourgault-Ducoudray, compositore francese (Nantes, n. 1840 - Parigi, † 1910)
- Alfred Bruneau, compositore francese (Parigi, n. 1857 - Parigi, † 1934)
- Louis Couperin, compositore, clavicembalista e organista francese (Chaumes-en-Brie - Parigi, † 1661)
- Louis Joseph Daussoigne-Méhul, compositore francese (Givet, n. 1790 - Liegi, † 1875)
- Louis Durey, compositore francese (Parigi, n. 1888 - Saint-Tropez, † 1979)
- Hervé, compositore e cantante francese (Houdain, n. 1825 - Parigi, † 1892)
- Louis Moreau Gottschalk, compositore e pianista statunitense (New Orleans, n. 1829 - Rio de Janeiro, † 1869)
- Louis Théodore Gouvy, compositore tedesco (Saarbrücken, n. 1819 - Lipsia, † 1898)
- Louis Gruenberg, compositore e musicista russo (Brest Litovsk, n. 1884 - Beverly Hills, † 1964)
- Louiguy, compositore francese (Barcellona, n. 1916 - Vence, † 1991)
- Ferdinand Hérold, compositore, pianista e violinista francese (Parigi, n. 1791 - Parigi, † 1833)
- Louis Horst, compositore e pianista statunitense (Kansas City, n. 1884 - New York, † 1964)
- Louis Emmanuel Jadin, compositore francese (Versailles, n. 1768 - Parigi, † 1853)
- Louis Lully, compositore francese (Parigi, n. 1664 - Parigi, † 1734)
- Louis Niedermeyer, compositore e insegnante svizzero (Nyon, n. 1802 - Parigi, † 1861)
- Louis Silvers, compositore statunitense (New York, n. 1889 - Los Angeles, † 1954)
- Louis Spohr, compositore, violinista e direttore d'orchestra tedesco (Braunschweig, n. 1784 - Kassel, † 1859)
- Stanislas Verroust, compositore e oboista francese (Hazebrouck, n. 1814 - Hazebrouck, † 1863)
- Albert Wolff, compositore e direttore d'orchestra francese (Parigi, n. 1884 - Parigi, † 1970)

## Critici d'arte(1)
- Louis Vauxcelles, critico d'arte francese (Parigi, n. 1870 - Parigi, † 1943)

## Critici letterari(1)
- Louis Viardot, critico letterario, impresario teatrale e traduttore francese (Digione, n. 1800 - Parigi, † 1883)

## Danzatori(3)
- Louis Falco, ballerino e coreografo statunitense (New York, n. 1942 - New York, † 1993)
- Louis Henry, ballerino e coreografo francese (Versailles, n. 1784 - Milano, † 1836)
- Louis Mérante, danzatore e coreografo francese (Parigi, n. 1828 - Courbevoie, † 1887)

## Dermatologi(1)
- Louis Adolphus Duhring, dermatologo statunitense (Filadelfia, n. 1845 - Filadelfia, † 1913)

## Diplomatici(3)
- Louis Antoine Fauvelet de Bourrienne, diplomatico e politico francese (Sens, n. 1769 - Caen, † 1834)
- Louis Napoléon Lannes, diplomatico, politico e nobile francese (Parigi, n. 1801 - Parigi, † 1874)
- Louis Auguste Le Tonnelier de Breteuil, diplomatico e politico francese (Azay-le-Ferron, n. 1730 - Parigi, † 1807)

## Direttori d'orchestra(3)
- Louis Fourestier, direttore d'orchestra, compositore e docente francese (Montpellier, n. 1892 - Boulogne-Billancourt, † 1976)
- Louis Frémaux, direttore d'orchestra francese (Aire-sur-la-Lys, n. 1921 - Blois, † 2017)
- Louis de Froment, direttore d'orchestra francese (Tolosa, n. 1921 - Cannes, † 1994)

## Direttori della fotografia(1)
- Louis Forestier, direttore della fotografia francese (Parigi, n. 1892 - Mosca, † 1954)

## Direttori teatrali(1)
- Louis Leplée, direttore teatrale francese (Bayonne, n. 1883 - Parigi, † 1936)

## Dirigenti d'azienda(6)
- Louis Carey Camilleri, dirigente d'azienda maltese (Alessandria d'Egitto, n. 1955)
- Louis Dapples, manager svizzera (Genova, n. 1867 - Genova, † 1937)
- Louis Gallois, dirigente d'azienda francese (Montauban, n. 1944)
- Louis Gerstner, dirigente d'azienda statunitense (Mineola, n. 1942)
- Lou Pearlman, manager e truffatore statunitense (New York, n. 1954 - Texarkana, † 2016)
- Louis Schweitzer, dirigente d'azienda francese (Ginevra, n. 1942)

## Dirigenti sportivi(1)
- Louis Fonteneau, dirigente sportivo francese (Saint-Mihiel, n. 1907 - Nantes, † 1989)

## Disc jockey(2)
- Kaytranada, disc jockey e produttore discografico canadese (Port-au-Prince, n. 1992)
- Lil Louis, disc jockey e musicista statunitense (Chicago, n. 1962)

## Disegnatori(1)
- Louis Raemaekers, disegnatore olandese (Roermond, n. 1869 - Scheveningen, † 1956)

## Drammaturghi(10)
- Louis Angely, commediografo, attore teatrale e regista tedesco (Lipsia, n. 1787 - Berlino, † 1835)
- Théodore Anne, drammaturgo, librettista e romanziere francese (Rouen, n. 1797 - Parigi, † 1869)
- Louis Anseaume, drammaturgo francese (Parigi, n. 1721 - Parigi, † 1784)
- Louis Abel Beffroy De Reigny, drammaturgo e giornalista francese (Laon, n. 1757 - Parigi, † 1811)
- Louis de Cahusac, drammaturgo, poeta e enciclopedista francese (Montauban, n. 1706 - Parigi, † 1759)
- Louis Marie Fontan, drammaturgo e giornalista francese (Lorient, n. 1801 - Thiais, † 1839)
- Louis Fuzelier, drammaturgo, librettista e poeta francese (Parigi, n. 1672 - Parigi, † 1752)
- Louis N. Parker, drammaturgo, traduttore e compositore inglese (Luc-sur-Mer, n. 1852 - Bishopsteignton, † 1944)
- Louis Verneuil, drammaturgo francese (Parigi, n. 1893 - Parigi, † 1952)
- Étienne Vigée, drammaturgo e scrittore francese (Parigi, n. 1758 - Parigi, † 1820)

## Ebanisti(2)
- Louis Delanois, ebanista francese (Parigi, n. 1731 - † 1792)
- Louis Majorelle, ebanista e designer francese (Toul, n. 1859 - Nancy, † 1926)

## Editori(1)
- Louis Hachette, editore francese (Rethel, n. 1800 - Le Plessis-Robinson, † 1864)

## Entomologi(2)
- Louis Prosper Cantener, entomologo francese (n. 1803 - † 1847)
- Louis Pandellé, entomologo francese (Plaisance, n. 1824 - Tarbes, † 1905)

## Esperantisti(1)
- Louis Bastien, esperantista e generale francese (Obernai, n. 1869 - Parigi, † 1961)

## Esploratori(5)
- Louis-Antoine de Bougainville, esploratore, navigatore e ammiraglio francese (Parigi, n. 1729 - Parigi, † 1811)
- Louis Choris, esploratore e pittore ucraino (Dnipro, n. 1787 - Veracruz, † 1828)
- Louis Jolliet, esploratore francese (Québec, n. 1645 - fiume San Lorenzo, † 1700)
- Louis Juchereau de Saint-Denis, esploratore francese (Québec, n. 1676 - Natchitoches, † 1744)
- Paolo De Flotte, esploratore, inventore e politico francese (Landerneau, n. 1817 - Solano, † 1860)

## Farmacisti(1)
- Louis Hébert, farmacista francese (Parigi, n. 1575 - Québec, † 1627)

## Farmacologi(1)
- Louis Lewin, farmacologo tedesco (Tuchola, n. 1850 - Berlino, † 1929)

## Filologi(2)
- Louis Gernet, filologo, giurista e storico francese (Parigi, n. 1882 - Parigi, † 1962)
- Louis Havet, filologo francese (Parigi, n. 1849 - Parigi, † 1925)

## Filosofi(5)
- Louis Althusser, filosofo francese (Birmendreïs, n. 1918 - La Verrière, † 1990)
- Louis de La Forge, filosofo francese (La Flèche, n. 1632 - Saumur, † 1666)
- Louis Lavelle, filosofo francese (Saint-Martin-de-Villeréal, n. 1883 - Parranquet, † 1951)
- Louis Marin, filosofo e storico francese (La Tronche, n. 1931 - Parigi, † 1992)
- Louis Claude de Saint-Martin, filosofo francese (Amboise, n. 1743 - Aulnay-sous-Bois, † 1803)

## Fisici(11)
- Louis Winslow Austin, fisico statunitense (Orwell, n. 1867 - Washington, † 1932)
- Louis Bernacchi, fisico, astronomo e esploratore belga (Schaerbeek, n. 1876 - Londra, † 1942)
- Louis Besson, fisico e meteorologo francese (Parigi, n. 1872 - Neuilly-le-Réal, † 1944)
- Louis Breguet, fisico e orologiaio francese (Parigi, n. 1804 - Parigi, † 1883)
- Louis Essen, fisico inglese (Nottingham, n. 1908 - † 1997)
- Louis Georges Gouy, fisico francese (Vals-les-Bains, n. 1854 - Vals-les-Bains, † 1926)
- Louis Harold Gray, fisico britannico (Londra, n. 1905 - † 1965)
- Louis Néel, fisico francese (Lione, n. 1904 - Brive-la-Gaillarde, † 2000)
- Friedrich Paschen, fisico tedesco (Schwerin, n. 1865 - Potsdam, † 1947)
- Louis Slotin, fisico canadese (Winnipeg, n. 1910 - Los Alamos, † 1946)
- Louis Ducos du Hauron, fisico, inventore e fotografo francese (Langon, n. 1837 - Agen, † 1920)

## Fotografi(1)
- Louis Stettner, fotografo statunitense (New York, n. 1922 - Parigi, † 2016)

## Fumettisti(2)
- Louis Forton, fumettista francese (Sées, n. 1879 - St.Germain-en-Laye, † 1934)
- Louis Cance, fumettista francese (Sansac-de-Marmiesse, n. 1939 - Aurillac, † 2023)

## Funzionari(2)
- Louis de Buade de Frontenac, funzionario francese (Saint-Germain-en-Laye, n. 1622 - Québec, † 1698)
- Louis Denis Lalive de Bellegarde, funzionario francese (Parigi, n. 1680 - Parigi, † 1751)

## Gambisti(1)
- Louis de Caix d'Hervelois, gambista e compositore francese (Ainval, n. 1677 - Parigi, † 1759)

## Geografi(1)
- Louis Albert Necker, geografo e alpinista svizzero (n. 1786 - † 1861)

## Geologi(3)
- Louis Bourguet, geologo e archeologo svizzero (Nîmes, n. 1678 - Neuchâtel, † 1742)
- Louis Graves, geologo, botanico e archeologo francese (Bordeaux, n. 1791 - Parigi, † 1857)
- Louis Lartet, geologo e paleontologo francese (Castelnau-Magnoac, n. 1840 - Seissan, † 1899)

## Gesuiti(3)
- Louis Billot, gesuita, teologo e cardinale francese (Sierck-les-Bains, n. 1846 - Galloro, † 1931)
- Louis Bourdaloue, gesuita e predicatore francese (Bourges, n. 1632 - Parigi, † 1704)
- Louis Jouard de La Nauze, gesuita e storico francese (Villeneuve-sur-Lot, n. 1696 - Parigi, † 1773)

## Ginnasti(5)
- Louis Henin, ginnasta belga (n. 1894)
- Louis Kniep, ginnasta e multiplista statunitense (New Jersey, n. 1876 - Short Hills, † 1967)
- Louis Rathke, ginnasta e multiplista statunitense (Milwaukee, n. 1883 - Milwaukee, † 1967)
- Louis Smith, ginnasta inglese (Peterborough, n. 1989)
- Louis Ségura, ginnasta francese (Sidi Bel Abbès, n. 1889 - † 1963)

## Giocatori di baseball(5)
- Lou Boudreau, giocatore di baseball, cestista e dirigente sportivo statunitense (Harvey, n. 1917 - Olympia Fields, † 2001)
- Lou Brock, giocatore di baseball statunitense (El Dorado, n. 1939 - St. Louis, † 2020)
- Lou Polli, giocatore di baseball italiano (Baveno, n. 1901 - Berlin, † 2000)
- Lou Pote, ex giocatore di baseball statunitense (Evergreen Park, n. 1971)
- Luke Voit, giocatore di baseball statunitense (Wildwood, n. 1991)

## Giocatori di football americano(15)
- Louis Bullard, giocatore di football americano statunitense (Hernando, n. 1956 - Franklin, † 2010)
- Louis Clark, ex giocatore di football americano e dirigente sportivo statunitense (Tupelo, n. 1964)
- Louis Delmas, giocatore di football americano statunitense (Fort Pierce, n. 1987)
- Louis Geyer, giocatore di football americano tedesco (Germania, n. 2001)
- Lou Groza, giocatore di football americano statunitense (Martins Ferry, n. 1924 - Middleburg Heights, † 2000)
- Louis Lipps, ex giocatore di football americano statunitense (New Orleans, n. 1962)
- Louis Murphy, giocatore di football americano statunitense (St. Petersburg, n. 1987)
- Louis Müller, giocatore di football americano tedesco (Amburgo, n. 1993)
- Louis Nix III, giocatore di football americano statunitense (Jacksonville, n. 1991 - Jacksonville, † 2021)
- Louis Oliver, ex giocatore di football americano statunitense (Belle Glade, n. 1966)
- Brian Piccolo, giocatore di football americano statunitense (Pittsfield, n. 1943 - New York, † 1970)
- Louis Rankin, giocatore di football americano statunitense (Stockton, n. 1985)
- Fred Stokes, ex giocatore di football americano statunitense (Vidalia, n. 1964)
- Louis Tribouley, giocatore di football americano francese (n. 2000)
- Louis Vasquez, giocatore di football americano statunitense (Corsicana, n. 1987)

## Giocatori di polo(1)
- Armand de Bissacia, giocatore di polo francese (Parigi, n. 1870 - Parigi, † 1963)

## Giocatori di snooker(1)
- Louis Heathcote, giocatore di snooker inglese (Leicester, n. 1997)

## Giornalisti(10)
- Louis Darquier de Pellepoix, giornalista e politico francese (Cahors, n. 1897 - Malaga, † 1980)
- Lou Dobbs, giornalista, conduttore televisivo e conduttore radiofonico statunitense (Childress, n. 1945 - West Palm Beach, † 2024)
- Louis Fischer, giornalista statunitense (Filadelfia, n. 1896 - Princeton, † 1970)
- Louis Leroy, giornalista, drammaturgo e pittore francese (Parigi, n. 1812 - Parigi, † 1885)
- Louis Pauwels, giornalista e scrittore francese (Parigi, n. 1920 - Suresnes, † 1997)
- Louis Marie Prudhomme, giornalista e scrittore francese (Lione, n. 1752 - Parigi, † 1830)
- Louis Auguste Rogeard, giornalista e insegnante francese (Chartres, n. 1820 - Parigi, † 1896)
- Louis Rossetto, giornalista statunitense (Long Island, n. 1949)
- Louis Rukeyser, giornalista statunitense (New York, n. 1933 - Greenwich, † 2006)
- Louis Veuillot, giornalista e scrittore francese (Boynes, n. 1813 - Parigi, † 1883)

## Giuristi(2)
- Louis Bernard Bonjean, giurista e politico francese (Valence, n. 1804 - Parigi, † 1871)
- Louis Renault, giurista francese (Autun, n. 1843 - Barbizon, † 1918)

## Golfisti(1)
- Louis Allis, golfista statunitense (Milwaukee, n. 1866 - Milwaukee, † 1950)

## Grecisti(1)
- Louis Godart, grecista belga (Bourseigne-Vieille, n. 1945)

## Hockeisti su ghiaccio(4)
- Louis Dufour, hockeista su ghiaccio svizzero (Les Avants, n. 1901 - Ginevra, † 1982)
- Lou Holmes, hockeista su ghiaccio e allenatore di hockey su ghiaccio britannico (Walsall, n. 1911 - Edmonton, † 2010)
- Lou Nanne, ex hockeista su ghiaccio e dirigente sportivo canadese (Sault Ste. Marie, n. 1941)
- Louis Secco, hockeista su ghiaccio canadese (Trail, n. 1927 - † 2008)

## Hockeisti su prato(1)
- Louis Baillon, hockeista su prato britannico (Fox Bay, n. 1881 - Brixworth, † 1965)

## Imprenditori(8)
- Louis Bonnefon Craponne, imprenditore e dirigente pubblico francese (Alès, n. 1873 - Parigi, † 1952)
- Louis Cartier, imprenditore, gioielliere e orologiaio francese (Parigi, n. 1875 - Parigi, † 1942)
- Louis De Geer, imprenditore belga (Liegi, n. 1587 - Amsterdam, † 1652)
- Louis Krages, imprenditore e pilota automobilistico tedesco (Brema, n. 1949 - Atlanta, † 2001)
- Louis Renault, imprenditore francese (Parigi, n. 1877 - Parigi, † 1944)
- Louis Say, imprenditore francese (Lione, n. 1774 - Parigi, † 1840)
- Louis Upton, imprenditore statunitense (Fredonia, n. 1886 - Niles, † 1952)
- Louis Vuitton, imprenditore francese (Lavans-sur-Valouse, n. 1821 - Asnières-sur-Seine, † 1892)

## Impresari teatrali(1)
- Rodolphe Salis, impresario teatrale francese (Châtellerault, n. 1851 - Naintré, † 1897)

## Incisori(1)
- Louis Poyet, incisore e illustratore francese (Saint-Étienne, n. 1846 - Boulogne-Billancourt, † 1913)

## Informatici(1)
- Louis Pouzin, informatico francese (Chantenay-Saint-Imbert, n. 1931)

## Ingegneri(12)
- Louis Armand, ingegnere francese (Cruseilles, n. 1905 - Villers-sur-Mer, † 1971)
- Louis Alexis Beaudemoulin, ingegnere francese (Parigi, n. 1790 - Parigi, † 1877)
- Louis Béchereau, ingegnere francese (Plou, n. 1880 - Parigi, † 1970)
- Louis Coatalen, ingegnere francese (Concarneau, n. 1879 - † 1962)
- Louis Coroller, ingegnere aeronautico francese (La Montagne, n. 1893 - Parigi, † 1988)
- Louis Lapara de Fieux, ingegnere e militare francese (Arpajon-sur-Cère, n. 1651 - Barcellona, † 1706)
- Louis Friedman, ingegnere statunitense (New York, n. 1941)
- Louis Le Chatelier, ingegnere francese (Parigi, n. 1815 - Parigi, † 1873)
- René Panhard, ingegnere e pilota automobilistico francese (Parigi, n. 1841 - La Bourboule, † 1908)
- Louis de Règemorte, ingegnere francese (Strasburgo, n. 1709 - Montargis, † 1774)
- Louis Leon Thurstone, ingegnere e psicologo statunitense (Chicago, n. 1887 - Chapel Hill, † 1955)
- Louis Vicat, ingegnere francese (Nevers, n. 1786 - Grenoble, † 1861)

## Inventori(6)
- Louis Braille, inventore francese (Coupvray, n. 1809 - Parigi, † 1852)
- Louis Jules Duboscq, inventore e fotografo francese (Villaines-sous-Bois, n. 1817 - † 1886)
- Louis Aimé Augustin Le Prince, inventore francese (Metz, n. 1841)
- Louis Leitz, inventore e designer tedesco (Ingersheim, n. 1846 - Stoccarda, † 1918)
- Louis Nicolas Robert, inventore francese (Parigi, n. 1761 - Vernouillet, † 1828)
- Louis Schmeisser, inventore tedesco (n. 1848 - † 1917)

## Latinisti(1)
- Louis Marie Quicherat, latinista, lessicografo e musicologo francese (n. 1799 - † 1884)

## Linguisti(4)
- Louis Alibert, linguista francese (Bram, n. 1884 - Montpellier, † 1959)
- Louis de Beaufront, linguista, glottoteta e esperantista francese (Parigi, n. 1855 - Thézy-Gimont, † 1935)
- Louis Gauchat, linguista e filologo svizzero (Les Brenets, n. 1866 - Obervaz, † 1942)
- Louis Trolle Hjelmslev, linguista e glottologo danese (Copenaghen, n. 1899 - Copenaghen, † 1965)

## Lottatori(2)
- Louis François, lottatore francese (Lavaveix-les-Mines, n. 1906 - Donnemarie-Dontilly, † 1986)
- Louis Strebler, lottatore statunitense (St. Louis, n. 1881 - St. Louis, † 1962)

## Mafiosi(5)
- Louis Campagna, mafioso statunitense (Brooklyn, n. 1900 - Miami, † 1955)
- Louis Consalvo, mafioso statunitense (New Jersey, n. 1958)
- Louis Ferrante, mafioso e scrittore statunitense (New York, n. 1969)
- Louis LaRasso, mafioso statunitense (Newark, n. 1926 - Elizabeth, † 1991)
- Louis Manna, mafioso statunitense (Hoboken, n. 1929)

## Matematici(9)
- Antoine Arbogast, matematico francese (Mutzig, n. 1759 - Strasburgo, † 1803)
- Louis Bertrand, matematico svizzero (Ginevra, n. 1731 - Ginevra, † 1812)
- Louis de Branges de Bourcia, matematico statunitense (Parigi, n. 1932)
- Louis Carré, matematico francese (Clofontaine di Nangis, n. 1663 - Parigi, † 1711)
- Louis Bertrand Castel, matematico e gesuita francese (Montpellier, n. 1688 - † 1757)
- Louis Couturat, matematico, logico e glottoteta francese (Parigi, n. 1868 - Ris-Orangis, † 1914)
- Louis Nirenberg, matematico canadese (Hamilton, n. 1925 - New York, † 2020)
- Louis Poinsot, matematico e fisico francese (Clermont, n. 1777 - Parigi, † 1859)
- Louis Puissant, matematico e geodeta francese (Le Châtelet-en-Brie, n. 1769 - Parigi, † 1843)

## Medici(9)
- Louis Appia, medico svizzero (Hanau, n. 1818 - Ginevra, † 1898)
- Antoine d'Aquin, medico e chirurgo francese (Parigi, n. 1629 - Vichy, † 1696)
- Louis Capitan, medico e antropologo francese (n. 1854 - Parigi, † 1929)
- Louis de Jaucourt, medico e enciclopedista francese (Parigi, n. 1704 - Compiègne, † 1779)
- Ludwig Kugelmann, medico e attivista tedesco (Lemförde, n. 1828 - Hannover, † 1902)
- Louis Kuhne, medico tedesco (Lipsia, n. 1835 - † 1901)
- Louis Charles Émile Lortet, medico, botanico e zoologo francese (Oullins, n. 1836 - Lione, † 1909)
- Louis Tribondeau, medico francese (n. 1872 - † 1918)
- Louis Waldenburg, medico tedesco (Wieleń, n. 1837 - Berlino, † 1881)

## Medievisti(1)
- Louis de Mas Latrie, medievista, diplomatista e paleografo francese (Castelnaudary, n. 1815 - Parigi, † 1897)

## Mercanti(1)
- Louis Hippolyte Leroy, mercante francese (Parigi, n. 1763 - † 1829)

## Mezzofondisti(3)
- Louis Segondi, mezzofondista francese (Parigi, n. 1879 - Parigi, † 1949)
- Louis Zamperini, mezzofondista e militare statunitense (Olean, n. 1917 - Los Angeles, † 2014)
- Louis Bonniot de Fleurac, mezzofondista e siepista francese (Parigi, n. 1876 - Parigi, † 1965)

## Militari(22)
- Louis-Auguste-Philippe d'Affry, militare e politico svizzero (Friburgo, n. 1743 - Friburgo, † 1810)
- Louis Astier de Villatte, militare e aviatore francese (Soturac, n. 1897 - Brienne-le-Château, † 1936)
- Louis Brière de l'Isle, militare francese (Le François, n. 1827 - Saint-Leu-la-Forêt, † 1896)
- Hippolyte Charles, militare francese (Romans-sur-Isère, n. 1773 - Peyrins, † 1837)
- Louis de la Corne, militare francese (Kingston, n. 1703 - Isola del Capo Bretone, † 1761)
- Louis Delgrès, militare, condottiero e politico francese (Saint-Pierre, n. 1766 - Matouba, † 1802)
- Louis Madeleine Edouard Dupin de Saint-Andrè, militare francese (Bessières, n. 1814 - Parigi, † 1866)
- Louis François Léon Friant, militare francese (Morlancourt, n. 1822 - Parigi, † 1899)
- Louis de Frotté, militare francese (Alençon, n. 1766 - Verneuil-sur-Avre, † 1800)
- Louis César de La Baume Le Blanc de La Vallière, militare francese (n. 1708 - † 1780)
- Louis de Ligne, militare belga (Bruxelles, n. 1766 - Bruxelles, † 1813)
- Louis Jean Nicolas Lejoille, militare e marinaio francese (Saint-Valery-sur-Somme, n. 1759 - Brindisi, † 1799)
- Louis Mailloux, militare e aviatore francese (Lambézellec, n. 1897 - Tours, † 1939)
- Louis III de Mailly-Nesle, militare e nobile francese (n. 1689 - † 1767)
- Louis Paulhan, militare e aviatore francese (Pézenas, n. 1883 - Saint-Jean-de-Luz, † 1963)
- Louis Quenault, militare e aviatore francese (Parigi, n. 1892 - Marsiglia, † 1958)
- Louis Renard, militare francese (Poitiers, n. 1893 - Wolfenbüttel, † 1943)
- Louis Rossel, militare francese (Saint-Brieuc, n. 1844 - Versailles, † 1871)
- Louis de Sancerre, militare francese (Parigi, † 1402)
- Louis Léonce Trullet, militare francese (Saint-Tropez, n. 1756 - Tolone, † 1827)
- Louis d'Estouteville, militare e nobile francese (Estouteville-Écalles, n. 1400 - Mont-Saint-Michel, † 1464)
- Louis Marc Antoine di Noailles, militare francese (Parigi, n. 1756 - L'Avana, † 1804)

## Missionari(3)
- Louis Francescon, missionario italiano (Cavasso Nuovo, n. 1866 - Oak Park, † 1964)
- Louis Lapierre, missionario e vescovo cattolico canadese (Saint-Hermas, n. 1880 - Siping, † 1952)
- Louis Van Hoeck, missionario e vescovo cattolico belga (Anversa, n. 1870 - Ranchi, † 1933)

## Musicisti(5)
- Louis Aubert, musicista, compositore e critico musicale francese (Paramé, n. 1877 - Parigi, † 1968)
- Louis Gidrol, musicista ciadiano (n. 1922)
- Moondog, musicista statunitense (Marysville, n. 1916 - Münster, † 1999)
- Louis Prima, musicista e cantante statunitense (New Orleans, n. 1910 - New Orleans, † 1978)
- Louis Vola, musicista e contrabbassista francese (La Seyne-sur-Mer, n. 1902 - Parigi, † 1990)

## Naturalisti(3)
- Louis Antoine Francois Baillon, naturalista e ornitologo francese (Montreuil-sur-Mer, n. 1778 - Abbeville, † 1855)
- Louis Jean-Marie Daubenton, naturalista e medico francese (Montbard, n. 1716 - Parigi, † 1799)
- Louis Guillaume Le Monnier, naturalista, fisico e medico francese (Parigi, n. 1717 - Versailles, † 1799)

## Navigatori(1)
- Louis de Freycinet, navigatore e esploratore francese (Montélimar, n. 1779 - Loriol-sur-Drôme, † 1842)

## Neurologi(2)
- Octave Crouzon, neurologo francese (Parigi, n. 1874 - Parigi, † 1938)
- Louis Jacobsohn-Lask, neurologo tedesco (Bydgoszcz, n. 1863 - Sebastopoli, † 1941)

## Nobili(15)
- Louis Asterac Fontrailles, nobile francese (Guascogna - † 1677)
- Louis Béchameil de Nointel, nobile francese (Rouen, n. 1630 - † 1703)
- Louis de Duras, II conte di Feversham, nobile e militare francese (Duras, n. 1641 - Londra, † 1709)
- Louis de Gruuthuse, nobile e militare fiammingo (Bruges, † 1492)
- Louis Henri de La Tour d'Auvergne, nobile francese (Parigi, n. 1679 - Parigi, † 1753)
- Luigi Augusto di Borbone, nobile e militare francese (Saint-Germain-en-Laye, n. 1670 - Sceaux, † 1736)
- Louis de Noailles, nobile francese (Versailles, n. 1713 - Saint-Germain-en-Laye, † 1793)
- Louis Henri de Pardaillan de Gondrin, nobiluomo francese (n. 1640 - † 1691)
- Louis de Rohan, nobile francese (Parigi, n. 1635 - Parigi, † 1674)
- Louis I de Rohan-Chabot, nobile francese (Parigi, n. 1652 - Parigi, † 1727)
- Luigi Rostagno di Villaretto, nobile italiano (Robella, n. 1779 - Torino, † 1847)
- Louis de Clermont d'Amboise, nobile francese (n. 1549 - † 1579)
- Louis de Pardaillan de Gondrin, nobile francese (Versailles, n. 1707 - Francia, † 1743)
- Louis Antoine de Pardaillan de Gondrin, nobile francese (Parigi, n. 1664 - Parigi, † 1736)
- Louis de Pardaillan de Gondrin, nobiluomo francese (n. 1688 - † 1712)

## Numismatici(2)
- Louis Allier de Hauteroche, numismatico francese (Lione, n. 1766 - Parigi, † 1827)
- Louis de La Saussaye, numismatico e storico francese (Blois, n. 1801 - Cheverny, † 1878)

## Nuotatori(2)
- Louis Croenen, ex nuotatore belga (Turnhout, n. 1994)
- Louis Laufray, nuotatore e pallanuotista francese (Charenton-le-Pont, n. 1881 - Champcueil, † 1970)

## Oculisti(1)
- Louis de Wecker, oculista francese (Francoforte sul Meno, n. 1832 - Parigi, † 1906)

## Operai(2)
- Louis-Denis Chalain, operaio francese (Le Plessis-Dorin, n. 1845)
- Charles Maljournal, operaio e militare francese (Parigi, n. 1841 - Parigi, † 1894)

## Organisti(3)
- Louis James Alfred Lefébure-Wély, organista e compositore francese (Parigi, n. 1817 - Parigi, † 1869)
- Louis Marchand, organista e compositore francese (Lione, n. 1669 - Parigi, † 1732)
- Louis Vierne, organista e compositore francese (Poitiers, n. 1870 - Parigi, † 1937)

## Orientalisti(1)
- Louis Massignon, orientalista, teologo e presbitero francese (Nogent-sur-Marne, n. 1883 - Parigi, † 1962)

## Ornitologi(2)
- Louis Agassiz Fuertes, ornitologo e illustratore statunitense (Ithaca, n. 1874 - † 1927)
- Louis Pierre Vieillot, ornitologo francese (Yvetot, n. 1748 - Sotteville-lès-Rouen, † 1830)

## Orologiai(1)
- Louis Moinet, orologiaio e pittore francese (Bourges, n. 1768 - Parigi, † 1853)

## Ostacolisti(2)
- Louis François Mendy, ostacolista senegalese (n. 1999)
- L.J. van Zyl, ostacolista sudafricano (Bloemfontein, n. 1985)

## Ottici(1)
- Louis Chapotot, ottico francese

## Paleontologi(3)
- Louis Dollo, paleontologo belga (Lilla, n. 1857 - Bruxelles, † 1931)
- Louis Hippolyte Hupé, paleontologo e naturalista francese (Parigi, n. 1819 - Parigi, † 1867)
- Louis Leakey, paleontologo britannico (Kabete, n. 1903 - Londra, † 1972)

## Pallanuotisti(3)
- Louis Darmanin, pallanuotista maltese (Sliema, n. 1908 - † 1995)
- Lou Handley, pallanuotista e nuotatore italiano (Roma, n. 1874 - New York, † 1956)
- Louis Martin, pallanuotista e nuotatore francese (Lilla, n. 1875 - La Courneuve, † 1957)

## Pedagogisti(1)
- Louis Riboulet, pedagogo francese (Saint-Alban-d'Ay, n. 1871 - † 1944)

## Personaggi televisivi(1)
- Louis Walsh, personaggio televisivo e produttore discografico irlandese (Kiltimagh, n. 1952)

## Pianisti(4)
- Louis Brassin, pianista, compositore e docente belga (Aquisgrana, n. 1840 - San Pietroburgo, † 1884)
- Louis Kentner, pianista e compositore ungherese (Karviná, n. 1905 - Londra, † 1987)
- Lou Levy, pianista statunitense (Chicago, n. 1928 - Dana Point, † 2001)
- Louis Lortie, pianista canadese (Montréal, n. 1959)

## Piloti automobilistici(9)
- Louis Charavel, pilota automobilistico francese (Saint-Germain-du-Puch, n. 1890 - Neuilly-sur-Seine, † 1980)
- Louis Chiron, pilota automobilistico monegasco (Monte Carlo, n. 1899 - Monte Carlo, † 1979)
- Louis Delétraz, pilota automobilistico svizzero (Ginevra, n. 1997)
- José Dolhem, pilota automobilistico francese (Parigi, n. 1944 - Saint-Just-Saint-Rambert, † 1988)
- Louis Foster, pilota automobilistico britannico (Odiham, n. 2003)
- Louis Rosier, pilota automobilistico francese (Chapdes-Beaufort, n. 1905 - Neuilly-sur-Seine, † 1956)
- Louis Rossi, pilota automobilistico e pilota motociclistico francese (Le Mans, n. 1989)
- Doug Serrurier, pilota automobilistico sudafricano (Germiston, n. 1920 - Alberton, † 2006)
- Louis Wagner, pilota automobilistico, aviatore e calciatore francese (Le Pré-Saint-Gervais, n. 1882 - Montlhéry, † 1960)

## Piloti di rally(1)
- Louis Louka, copilota di rally belga (n. 1993)

## Pionieri dell'aviazione(1)
- Louis Blériot, pioniere dell'aviazione e ingegnere francese (Cambrai, n. 1872 - Parigi, † 1936)

## Pistard(2)
- Louis Chaillot, pistard francese (Chaumont, n. 1914 - Aubenas, † 1998)
- Louis Gérardin, pistard francese (Boulogne-Billancourt, n. 1912 - Parigi, † 1982)

## Poeti(8)
- Louis Aragon, poeta e scrittore francese (Parigi, n. 1897 - Parigi, † 1982)
- Aloysius Bertrand, poeta francese (Ceva, n. 1807 - Parigi, † 1841)
- Louis Delâtre, poeta e traduttore francese (Parigi, n. 1815 - Rouen, † 1893)
- Népomucène Lemercier, poeta e drammaturgo francese (Parigi, n. 1771 - Parigi, † 1840)
- Louis MacNeice, poeta britannico (Belfast, n. 1907 - Londra, † 1963)
- Louis Racine, poeta e traduttore francese (Parigi, n. 1692 - Parigi, † 1763)
- Louis Simpson, poeta giamaicano (Kingston, n. 1923 - Stony Brook, † 2012)
- Louis de Gonzague-Frick, poeta e critico letterario francese (Parigi, n. 1883 - Parigi, † 1958)

## Presbiteri(7)
- Louis Baunard, presbitero, teologo e saggista francese (Bellegarde, n. 1828 - Gruson, † 1919)
- Louis Bouyer, presbitero e teologo francese (Parigi, n. 1913 - Parigi, † 2004)
- Louis Brisson, presbitero francese (Plancy-l'Abbaye, n. 1817 - Plancy-l'Abbaye, † 1908)
- Louis Cappel, presbitero e umanista francese (St Elier, n. 1585 - Saumur, † 1658)
- Louis Cheikho, presbitero e arabista libanese (Mardin, n. 1859 - Beirut, † 1927)
- Louis Duchesne, presbitero, filologo e insegnante francese (Saint-Servan-sur-Mer, n. 1843 - Roma, † 1922)
- Louis Edward Hostlot, presbitero statunitense (New York, n. 1848 - Roma, † 1884)

## Principi(1)
- Louis di Galles, principe britannico (Londra, n. 2018)

## Produttori cinematografici(1)
- Louis B. Mayer, produttore cinematografico statunitense (Dymer, n. 1884 - Los Angeles, † 1957)

## Produttori discografici(1)
- Louis Bell, produttore discografico, cantautore e compositore statunitense (Quincy, n. 1982)

## Produttori televisivi(1)
- Lou Scheimer, produttore televisivo e doppiatore statunitense (Pittsburgh, n. 1928 - Tarzana, † 2013)

## Psichiatri(2)
- Louis Crocq, psichiatra e psicologo francese (Asnières-sur-Seine, n. 1928 - Fontenay-aux-Roses, † 2022)
- Louis Delasiauve, psichiatra francese (Garennes-sur-Eure, n. 1804 - Parigi, † 1893)

## Pugili(4)
- Bruno Julie, pugile mauriziano (Beau Bassin-Rose Hill, n. 1978)
- Kid Kaplan, pugile statunitense (Kiev, n. 1901 - † 1970)
- Louis Laurie, pugile statunitense (Cleveland, n. 1917 - Beachwood, † 2002)
- Louis Salica, pugile statunitense (Brooklyn, n. 1912 - † 2002)

## Rabbini(1)
- Louis Ginzberg, rabbino, filosofo e educatore lituano (Kovno, n. 1873 - New York, † 1953)

## Rapper(1)
- B-Real, rapper statunitense (South Gate, n. 1970)

## Registi(15)
- Harry Beaumont, regista, attore e sceneggiatore statunitense (Abilene, n. 1888 - Santa Monica, † 1966)
- Louis Chaudet, regista e sceneggiatore statunitense (Manhattan, n. 1884 - Burbank, † 1965)
- Louis Clichy, regista, animatore e sceneggiatore francese (Chartres, n. 1977)
- Louis Daquin, regista, sceneggiatore e attore francese (Calais, n. 1908 - Parigi, † 1980)
- Louis Delluc, regista cinematografico, sceneggiatore e critico cinematografico francese (Cadouin, n. 1890 - Parigi, † 1924)
- Louis Feuillade, regista e sceneggiatore francese (Lunel, n. 1873 - Nizza, † 1925)
- Louis J. Gasnier, regista francese (Parigi, n. 1875 - Hollywood, † 1963)
- Louis King, regista e attore statunitense (Christiansburg, n. 1898 - Los Angeles, † 1962)
- Louis Leterrier, regista, produttore cinematografico e produttore televisivo francese (Parigi, n. 1973)
- Louis Malle, regista, sceneggiatore e produttore cinematografico francese (Thumeries, n. 1932 - Beverly Hills, † 1995)
- Louis Mercanton, regista cinematografico e sceneggiatore svizzero (Nyon, n. 1879 - Parigi, † 1932)
- Louis Morneau, regista e sceneggiatore statunitense
- Louis Neher, regista, attore e sceneggiatore austriaco (Praga, n. 1896 - Vienna, † 1934)
- Louis Nero, regista, sceneggiatore e produttore cinematografico italiano (Torino, n. 1976)
- Léon Poirier, regista cinematografico e direttore teatrale francese (Parigi, n. 1884 - Urval, † 1968)

## Registi teatrali(1)
- Louis Erlo, regista teatrale francese (Lione, n. 1929)

## Religiosi(5)
- Louis Farrakhan, religioso statunitense (New York, n. 1933)
- Louis Hennepin, religioso belga (Ath, n. 1626 - Roma, † 1704)
- Louis Jacob de Saint Charles, religioso francese (Chalon-sur-Saône, n. 1608 - Parigi, † 1670)
- Louis Thomassin, religioso e teologo francese (Aix-en-Provence, n. 1619 - † 1695)
- Louis de Montesinos, religioso e teologo spagnolo (Toledo, n. 1552 - Alcalá de Henares, † 1620)

## Rugbisti a 15(7)
- Louis Armary, ex rugbista a 15 e allenatore di rugby a 15 francese (Betpouey, n. 1963)
- Louis Bielle-Biarrey, rugbista a 15 francese (La Tronche, n. 2003)
- Louis Deacon, rugbista a 15 britannico (Leicester, n. 1980)
- Louis Koen, ex rugbista a 15 e allenatore di rugby a 15 sudafricano (Città del Capo, n. 1975)
- Louis Lynagh, rugbista a 15 italiano (Treviso, n. 2000)
- Louis Picamoles, rugbista a 15 francese (Parigi, n. 1986)
- Louis Rees-Zammit, rugbista a 15 e ex giocatore di football americano gallese (Penarth, n. 2001)

## Sassofonisti(2)
- Louis Jordan, sassofonista, polistrumentista e cantante statunitense (Brinkley, n. 1908 - Los Angeles, † 1975)
- Lou Marini, sassofonista statunitense (Charleston, n. 1945)

## Scacchisti(1)
- Louis Paulsen, scacchista tedesco (Blomberg, n. 1833 - Blomberg, † 1891)

## Sceneggiatori(1)
- Louis Delaprée, sceneggiatore francese (Nantes, n. 1902 - Guadalajara, † 1936)

## Scenografi(1)
- Louis Diage, scenografo statunitense (n. 1905 - San Clemente, † 1979)

## Schermidori(10)
- Gaston Cornereau, schermidore francese (Gannat, n. 1888 - Chemilly, † 1944)
- Louis Delaunoij, schermidore olandese (Amsterdam, n. 1879 - Bussum, † 1947)
- Louis Haller, schermidore francese (Parigi, n. 1864 - Nizza, † 1929)
- Henri Jobier, schermidore francese (Courson-les-Carrières, n. 1879 - Parigi, † 1930)
- Lucien Mérignac, schermidore francese (Parigi, n. 1873 - Parigi, † 1941)
- Louis Midelair, schermidore francese (Bruxelles, n. 1856 - Parigi, † 1916)
- Louis Moreau, schermidore francese (Belligné, n. 1889 - Neuilly-l'Évêque, † 1981)
- Louis Perrée, schermidore francese (Parigi, n. 1871 - Ivry-la-Bataille, † 1924)
- Louis Prat, schermidore francese (n. 1899 - † 1966)
- Louis Taillandier, schermidore francese (Joué-lès-Tours, n. 1906 - † 1963)

## Sciatori alpini(3)
- Louis Jauffret, ex sciatore alpino francese (Monginevro, n. 1943)
- Louis Muhlen-Schulte, sciatore alpino australiano (n. 1998)
- Louis Tuaire, sciatore alpino francese (n. 1999)

## Scrittori(39)
- Louis Adamic, scrittore e giornalista sloveno (Grosuplje, n. 1898 - Milford, † 1951)
- Achille d'Artois, scrittore, librettista e drammaturgo francese (Beaurains-lès-Noyon, n. 1791 - Versailles, † 1868)
- Louis Artus, scrittore, drammaturgo e critico teatrale francese (Parigi, n. 1870 - Parigi, † 1960)
- Louis Petit de Bachaumont, scrittore francese (Parigi, n. 1690 - Parigi, † 1771)
- Louis Begley, scrittore statunitense (Stryj, n. 1933)
- Louis de Bernières, scrittore britannico (Londra, n. 1954)
- Louis Boivin, scrittore francese (n. 1649 - † 1724)
- Louis Paul Boon, scrittore belga (Aalst, n. 1912 - Erembodegem, † 1979)
- Louis Bromfield, scrittore, commediografo e giornalista statunitense (Mansfield, n. 1896 - Columbus, † 1956)
- Louis Calaferte, scrittore italiano (Torino, n. 1928 - Digione, † 1994)
- Louis Chantereau Lefèbvre, scrittore e storico francese (Parigi, n. 1588 - Parigi, † 1658)
- Louis Couperus, scrittore e poeta olandese (L'Aia, n. 1863 - De Steeg, † 1923)
- Louis De Potter, scrittore e politico belga (Bruges, n. 1786 - Bruges, † 1859)
- Louis Des Masures, scrittore, poeta e drammaturgo francese (Tournai, n. 1515 - Sainte-Marie-aux-Mines, † 1574)
- Louis Edmond Duranty, scrittore francese (Parigi, n. 1833 - † 1880)
- Louis d'Ussieux, scrittore, storico e giornalista francese (Angoulême, n. 1744 - Pontgouin, † 1805)
- Louis Dutens, scrittore, traduttore e filologo francese (Tours, n. 1730 - Londra, † 1812)
- Louis Énault, scrittore e giornalista francese (Isigny-sur-Mer, n. 1824 - Parigi, † 1900)
- Louis Gallet, scrittore francese (Valence, n. 1835 - Parigi, † 1898)
- Louis Gardel, scrittore, sceneggiatore e editore francese (Algeri, n. 1939)
- Louis Golding, scrittore e sceneggiatore britannico (Manchester, n. 1895 - Londra, † 1958)
- Louis Guilloux, scrittore e traduttore francese (Saint-Brieuc, n. 1899 - Saint-Brieuc, † 1980)
- Louis Hémon, scrittore francese (Brest, n. 1880 - Chapleau, † 1913)
- Louis Jacolliot, scrittore, orientalista e indologo francese (Charolles, n. 1837 - Saint-Thibault-des-Vignes, † 1890)
- Louis L'Amour, scrittore statunitense (Jamestown, n. 1908 - Los Angeles, † 1988)
- Louis Laloy, scrittore e musicologo francese (Gray, n. 1874 - Parigi, † 1944)
- Louis Le Roy, scrittore francese (Coutances - Parigi, † 1577)
- Louis Léger, scrittore e traduttore francese (Tolosa, n. 1843 - Parigi, † 1923)
- Louis Gabriel Michaud, scrittore e storico francese (Villette-sur-Ain, n. 1773 - Neuilly-sur-Seine, † 1858)
- Louis Notari, scrittore, poeta e politico monegasco (Monaco, n. 1879 - Principato di Monaco, † 1961)
- Louis Perceau, scrittore, bibliografo e poeta francese (Coulon, n. 1883 - Parigi, † 1942)
- Louis Pergaud, scrittore e poeta francese (Belmont, n. 1882 - Marchéville-en-Woëvre, † 1915)
- Louis Sachar, scrittore statunitense (East Meadow, n. 1954)
- Louis de Rouvroy de Saint-Simon, scrittore francese (Parigi, n. 1675 - † 1755)
- Gustave Vapereau, scrittore e lessicografo francese (Orléans, n. 1819 - Morsang-sur-Orge, † 1906)
- Louis de Wohl, scrittore e astrologo ungherese (Berlino, n. 1903 - Lucerna, † 1961)
- Louis Wolfson, scrittore statunitense (New York, n. 1931)
- Louis d'Estampes, scrittore e saggista francese (n. 1829 - † 1898)
- Louis de Sacy, scrittore e avvocato francese (Parigi, n. 1654 - Parigi, † 1727)

## Scultori(3)
- Louis Baralis, scultore francese (Tolone, n. 1862 - Parigi, † 1930)
- Louis François Cassas, scultore, architetto e pittore francese (Azay-le-Ferron, n. 1756 - Versailles, † 1827)
- Louis Veray, scultore francese (Barbentane, n. 1820 - Barbentane, † 1891)

## Sindacalisti(2)
- Louis Saillant, sindacalista e partigiano francese (Valence, n. 1910 - Parigi, † 1974)
- Louis Viannet, sindacalista francese (Vienne, n. 1933 - Annonay, † 2017)

## Snowboarder(1)
- Louie Vito, snowboarder statunitense (Columbus, n. 1988)

## Sociologi(1)
- Louis Wirth, sociologo tedesco (Gemünden, n. 1897 - Buffalo, † 1952)

## Sollevatori(3)
- Louis Hostin, sollevatore francese (Saint-Étienne, n. 1908 - Boisseron, † 1998)
- Louis Martin, sollevatore britannico (Kingston, n. 1936 - Heanor, † 2015)
- Louis Williquet, sollevatore belga (Liegi, n. 1894 - Bruxelles, † 1937)

## Sportivi(1)
- Louis Washkansky, sportivo lituano (Kaunas, n. 1912 - Città del Capo, † 1967)

## Statistici(1)
- Louis Jean Baptist Bachelier, statistico e matematico francese (Le Havre, n. 1870 - Saint-Malo, † 1946)

## Storici(12)
- Louis Blanc, storico e politico francese (Madrid, n. 1811 - Cannes, † 1882)
- Louis Bulteau, storico francese (Rouen, n. 1625 - Parigi, † 1693)
- Louis Charbonneau-Lassay, storico, archeologo e incisore francese (Loudun, n. 1871 - Loudun, † 1946)
- Louis Chatelain, storico, archeologo e docente francese (Parigi, n. 1883 - Parigi, † 1950)
- Louis Ellies Dupin, storico francese (Parigi, n. 1657 - Parigi, † 1719)
- Théodore Gosselin, storico e drammaturgo francese (Richemont, n. 1855 - Parigi, † 1935)
- Louis Halphen, storico francese (Parigi, n. 1880 - Parigi, † 1950)
- Louis Leschi, storico francese (Bastia, n. 1893 - Algeri, † 1954)
- Louis Moréri, storico francese (Bargemon, n. 1643 - Parigi, † 1680)
- Louis Petit de Julleville, storico, linguista e docente francese (Parigi, n. 1841 - Parigi, † 1900)
- Louis Robert, storico e epigrafista francese (Laurière, n. 1904 - Parigi, † 1985)
- Louis de Sainte-Marthe, storico e umanista francese (Loudun, n. 1571 - Loudun, † 1659)

## Storici dell'arte(2)
- Louis Alexander Fagan, storico dell'arte, incisore e scrittore italiano (Napoli, n. 1845 - Firenze, † 1903)
- Louis Grodecki, storico dell'arte francese (Varsavia, n. 1910 - Parigi, † 1982)

## Storici delle religioni(3)
- Louis Gougaud, storico delle religioni francese (Malestroit, n. 1877 - † 1941)
- Louis de La Vallée-Poussin, storico delle religioni e orientalista belga (Liegi, n. 1869 - Bruxelles, † 1938)
- Louis Renou, storico delle religioni, orientalista e filologo francese (Parigi, n. 1896 - Vernon, † 1966)

## Tennisti(3)
- Straight Clark, tennista statunitense (Des Moines, n. 1925 - Haverford, † 1995)
- Paul Lebréton, tennista francese (Parigi, n. 1875 - Parigi, † 1960)
- Louis Raymond, tennista sudafricano (Pretoria, n. 1895 - Johannesburg, † 1962)

## Tenori(2)
- Dumesnil, tenore francese († 1702)
- Louis Treumann, tenore austriaco (Vienna, n. 1872 - Campo di concentramento di Theresienstadt, † 1943)

## Teologi(2)
- Louis Jacobs, teologo e rabbino britannico (Manchester, n. 1920 - Londra, † 2006)
- Louis Segond, teologo svizzero (Plainpalais, n. 1810 - Ginevra, † 1885)

## Tiratori a segno(2)
- Louis Duffoy, tiratore a segno francese (Marsiglia, n. 1860 - Marsiglia, † 1904)
- Louis Richardet, tiratore a segno svizzero (n. 1864 - Ginevra, † 1923)

## Tiratori a volo(1)
- Gaston Legrand, tiratore a volo francese (Parigi, n. 1851 - Parigi, † 1905)

## Tiratori di fune(1)
- Joseph Roffo, tiratore di fune e rugbista a 15 francese (Parigi, n. 1879 - Parigi, † 1933)

## Traduttori(1)
- Louis Cousin, traduttore, storico e avvocato francese (Parigi, n. 1627 - Parigi, † 1707)

## Trombettisti(1)
- Louis Armstrong, trombettista, cantante e attore statunitense (New Orleans, n. 1901 - New York, † 1971)

## Tuffatori(2)
- Louis Balbach, tuffatore statunitense (San Jose, n. 1896 - Portland, † 1943)
- Louis Kuehn, tuffatore statunitense (Portland, n. 1901 - West Linn, † 1981)

## Velisti(3)
- Louis Auguste-Dormeuil, velista francese (Croissy-sur-Seine, n. 1868 - Saint-Germain-en-Laye, † 1951)
- Henri Laverne, velista francese (Parigi, n. 1868 - Susa, † 1901)
- Jean de Constant, velista francese (La Flèche, n. 1859 - Parigi, † 1949)

## Velocisti(2)
- Louis Clarke, velocista statunitense (Statesville, n. 1901 - Fishkill, † 1977)
- Louis Jones, velocista statunitense (New Rochelle, n. 1932 - New York, † 2006)

## Vescovi cattolici(11)
- Louis Abelly, vescovo cattolico e teologo francese (Parigi, n. 1604 - Parigi, † 1691)
- Louis Edward Gelineau, vescovo cattolico statunitense (Burlington, n. 1928 - North Smithfield, † 2024)
- Louis Hà Kim Danh, vescovo cattolico vietnamita (Cần Thơ, n. 1913 - Ho Chi Minh, † 1995)
- Louis Frederick Kihneman, vescovo cattolico statunitense (Lafayette, n. 1952)
- Louis La Ravoire Morrow, vescovo cattolico statunitense (Weatherford, n. 1892 - Krishnanagar, † 1987)
- Louis Nganga, vescovo cattolico della Repubblica Democratica del Congo (Ndeke-Mabela, n. 1923 - Lisala, † 2014)
- Louis Nguyễn Anh Tuấn, vescovo cattolico vietnamita (Đà Nẵng, n. 1962)
- Louis Nguyễn Hùng Vị, vescovo cattolico vietnamita (Hanoi, n. 1952)
- Louis Portella Mbuyu, vescovo cattolico della Repubblica del Congo (Pointe-Noire, n. 1942)
- Louis Rendu, vescovo cattolico italiano (Meyrin, n. 1789 - Annecy, † 1858)
- Louis Tylka, vescovo cattolico statunitense (Harvey, n. 1970)

## Violinisti(4)
- Louis Francœur, violinista e compositore francese (Parigi - Parigi, † 1745)
- Louis Kaufman, violinista e violista statunitense (Portland, n. 1905 - Los Angeles, † 1994)
- Louis Krasner, violinista statunitense (Čerkasy, n. 1903 - Brookline, † 1995)
- Louis Persinger, violinista e insegnante statunitense (Rochester, n. 1887 - New York, † 1966)

## Wrestler(1)
- Louie Spicolli, wrestler statunitense (San Pedro, n. 1971 - Los Angeles, † 1998)

## Zoologi(6)
- Louis Fraser, zoologo britannico (n. 1810 - † 1866)
- Louis Joubin, zoologo francese (Épinal, n. 1861 - Parigi, † 1935)
- Louis Lavauden, zoologo francese (Grenoble, n. 1881 - Anjou, † 1935)
- Louis François Auguste Souleyet, zoologo francese (Besse-sur-Issole, n. 1811 - Martinica, † 1852)
- Louis Léon Vaillant, zoologo e naturalista francese (Parigi, n. 1834 - Parigi, † 1914)
- Louis Vialleton, zoologo e scrittore francese (n. 1859 - † 1929)

## Senza attività specificata(5)
- Lou Albano, statunitense (Roma, n. 1933 - Contea di Westchester, † 2009)
- Louis Martin, francese (Bordeaux, n. 1823 - Arnières-sur-Iton, † 1894)
- Louis Mesenkop, tecnico del suono statunitense (n. 1903 - Los Angeles, † 1974)
- Louis Stedman-Bryce, ex politico britannico (n. 1974)
- Louis de Béranger du Guast, francese (n. 1540 - Parigi, † 1575)